# Яненко, Станислав Степанович
Станисла́в Степа́нович Яне́нко (7 июня 1947, Барнаул — 2 марта 1990, там же) — поэт.

## Биография
Станислав Яненко родился в Барнауле в 1947 году. Окончил факультет журналистики Иркутского государственного университета, после чего работал корреспондентом районной газеты, матросом рыболовного флота, помощником бурового мастера на Севере, заместителем директора оленеводческого совхоза, промысловиком в тайге, уполномоченным Бюро пропаганды художественной литературы Алтайского отделения Союза писателей России.
Стихи Станислава Яненко публиковались в краевых газетах и журналах, а также в коллективных сборниках. Он автор четырёх поэтических книг: «Сентябрь» (1977), «Завтрашняя память» (1983), «Перед самыми морозами» (1987), «Я — файтер» (1989). Пятая, посмертная, книга «Чувство вины и любви» издана в литературном фонде «Август» (1993). В 1999 году произведения Яненко вошли в антологию «Русская поэзия. XX век», изданную в Москве (Олма-Пресс).
2 марта 1990 года Станислав Яненко умер. Похоронен на Черницком кладбище Барнаула. В мае 1999 года на доме № 10 по улице имени Германа Титова, где жил поэт, установлена мемориальная доска (инициатива, организация и сбор средств — литературного фонда «Август»).

## Награды и премии
- Лауреат премии МВД СССР.

## Интересные факты
Станислав Яненко первым обнаружил потерянную ранее могилу Вадима Шершеневича, одного из теоретиков имаженизма. Прогуливаясь с приятелями по Булыгинскому кладбищу он обратил внимание на одну из надгробных надписей, на которой было высечено имя друга Сергея Есенина, проживавшего в Барнауле в 1940-х годах.

### Антологии и сборники
- Русская поэзия. XX век. Антология. — М.: Олма-Пресс, 1999. — 926 с. — 11 000 экз. — ISBN 5-224-00134-x.
- Мир коней / Тихонов В.Е.. — Барнаул: Литературный фонд «Август», 2005. — 96 с.

### Периодические издания
- Станислав Яненко. Категоричные стихи // День и Ночь : журнал. — Красноярск, 2001. — № 7—8.
- Станислав Яненко. Поэзия // Барнаул : журнал  / Свинцов В.Б.. — 2005. — № 2. — С. 91. Архивировано 12 октября 2008 года.
- Станислав Яненко. Барнаул. Улица Загородная // Барнаул : журнал  / Свинцов В.Б.. — 2006. — № 3. — С. 9. Архивировано из оригинала 8 августа 2008 года.
- Станислав Яненко.  // Барнаул : журнал. — 2007. — № 2.[5]
- Станислав Яненко.  // Барнаул : журнал. — 2007. — № 4.[6]